# Dexiogyia forticornis
Dexiogyia forticornis – gatunek chrząszcza z rodziny kusakowatych i podrodziny rydzenic. Zamieszkuje zachodnią i północną Europę.
Gatunek ten opisany został po raz pierwszy w 1839 roku przez Andreasa Stranda.
Chrząszcz o ciele długości od 2,3 do 2,6 mm, w zarysie nieco owalnie podługowaty, o rozbiegających się ku tyłowi bokach pokryw i wyraźnie zwężającym się ku tyłowi odwłoku. Wierzch ciała jest lekko połyskujący, punktowany nieco drobniej i gęściej niż u D. corticina. Głowa jest ciemnobrązowa, pozbawiona grubych punktów. Czułki są ciemnobrązowe z jaśniejszą nasadą, krótsze niż u D. corticina, prawie wrzecionowate w zarysie, o silnie poprzecznych członach środkowych. Przedplecze jest brązowe, poprzeczne, o ⅓ szersze niż dłuższe,  ku przodowi zwężone znacznie mocniej niż ku tyłowi, najszersze w pobliżu środka. Pokrywy są brązowe, w barkach tak szerokie jak przedplecze. Odnóża są czerwonożółte. Szczecinki przypazurkowe na stopach są krótkie i słabo widoczne. Ciemnobrązowy odwłok ma na piątym z kompletnych tergitów mikrorzeźbę w postaci krzyżującego się siateczkowania.
Owad palearktyczny, europejski, podawany z Norwegii, Szwecji i Niemiec.